# Bromont-Lamothe
Bromont-Lamothe é uma comuna francesa na região administrativa de Auvérnia-Ródano-Alpes, no departamento Puy-de-Dôme. Estende-se por uma área de 38,95 km². Em 2010 a comuna tinha 993 habitantes (densidade: 25,5 hab./km²).